# Přírodní park Maloskalsko
Přírodní park Maloskalsko je chráněné území vyhlášené v roce 1997, které leží při jihozápadní hranici okresu Jablonec nad Nisou Libereckého kraje, částečně v CHKO Český ráj. Leží na obou březích řeky Jizery, uprostřed bohaté přírody plné bizarních skalních měst. Pomyslným centrem, podle kterého je park pojmenován, je obec Malá Skála.

## Důvod vyhlášení

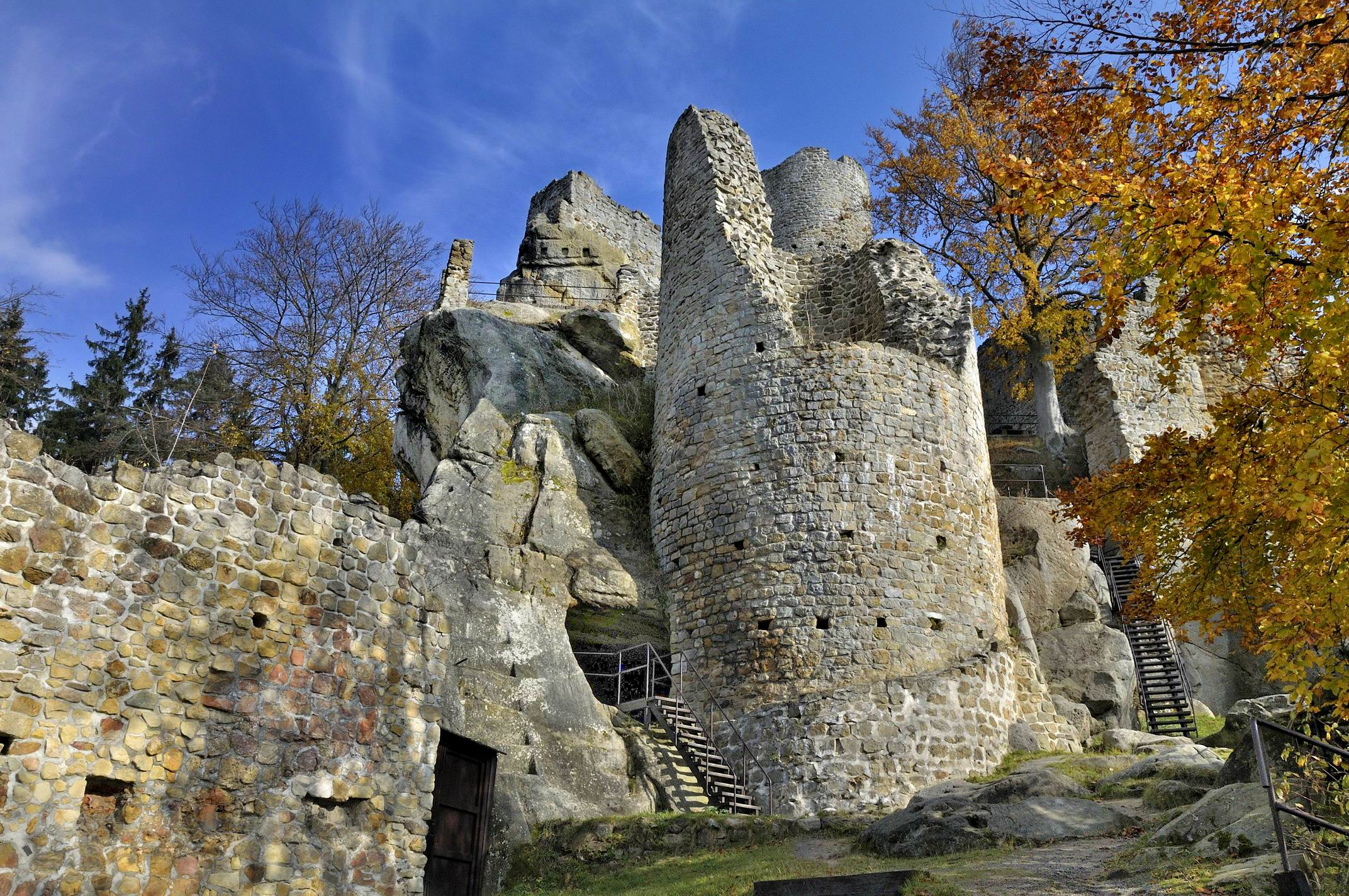
Hrad (zřícenina) Frýdštejn

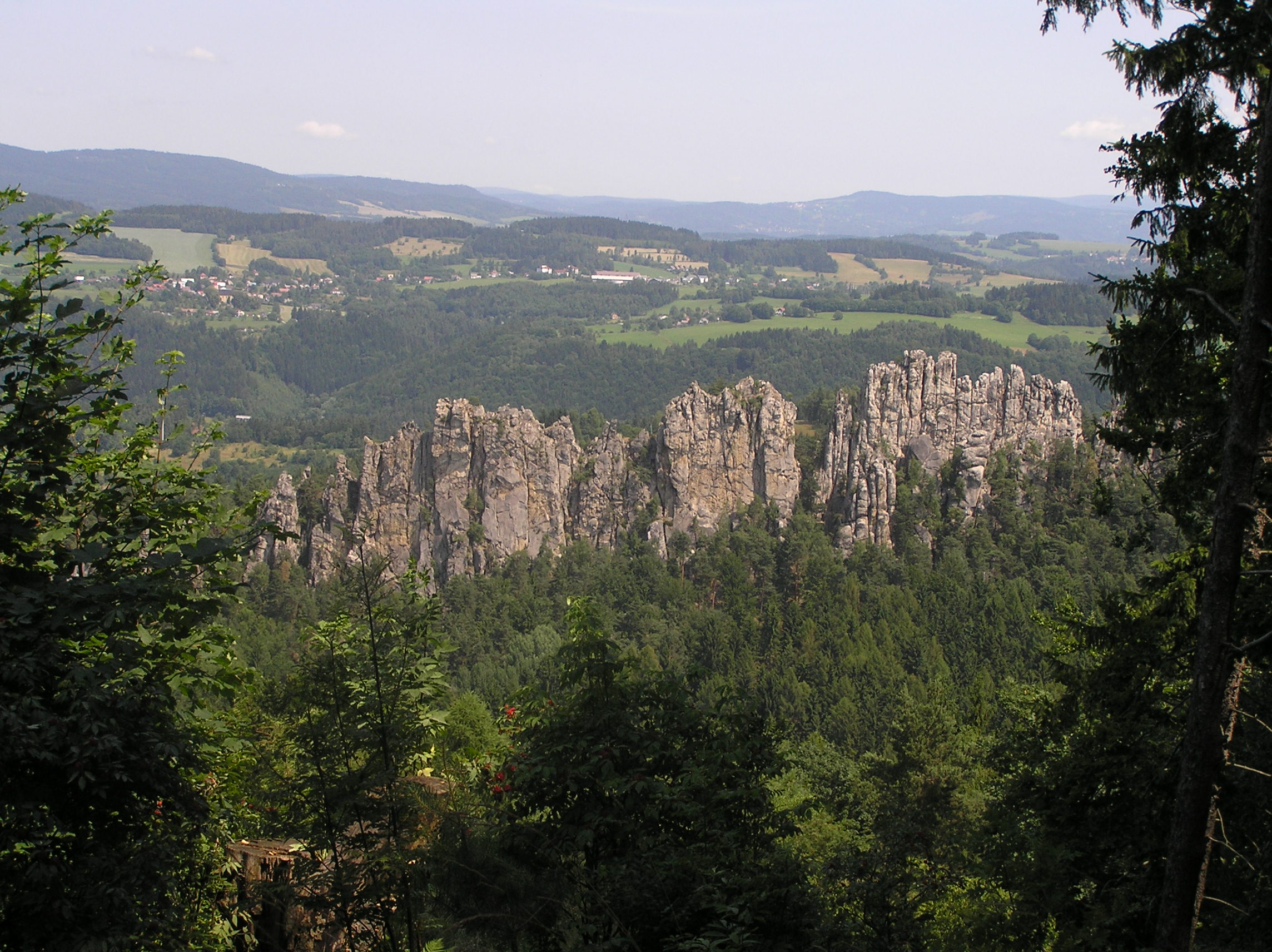
Suché skály od západu z vrchu Sokol

Záměr vyhlásit tento přírodní park vyplynul z dlouhodobé marné snahy o rozšíření chráněné krajinné oblasti Český ráj na území obcí Malá Skála, Koberovy, Frýdštejn, Líšný a částečně i Pěnčína a Železného Brodu.

## Popis území
Osu této oblasti tvoří řeka Jizera. Od Železného Brodu po Turnov meandruje v hluboce zaříznuté říční nivě, která protíná druhou osu Pojizeří – Ještědsko-kozákovský hřbet. Na tyto partie se vážou nejcennější lokality, jejichž některé části se již dříve staly součástí sítě chráněných území či významných krajinných prvků. Suché skály, Bučiny u Rakous, Ondříkovický pseudokrasový systém. Roztroušená zástavba vesnic a osad dotváří typický ráz této oblasti.
Vrcholové části území, kterým vévodí Vranovský hřeben a Suché skály, tvoří pískovcové skály. Součástí přírodního parku jsou náplavy Jizery, porostlé řídce vegetací a v širších místech k němu také patří říční niva i části strmých svahů s četnými sesuvy a rozsedlinami. Jizera slouží jako koridor pro sestup horských a podhorských druhů rostlin do nižších poloh. V opačném směru se údolím Jizery šíří teplomilná květena do hor.

## Rozdělení oblasti
Území přírodního parku je pro lepší možnosti popisu a vypracování plánu péče rozděleno do sedmi krajinných celků podle vlastnosti reliéfu:
- Drábovna a Frýdštejnsko
- Zbirohy a Sokol
- Vranovský a Koberovský hřbet
- Vrátsko, Líšný
- Sněhovsko
- Těpersko
- Údolí Jizery[1]

## Fauna a flóra
Z původních lesních ekosystémů charakteristických pro tuto oblast jsou zde zastoupeny květnaté bučiny, acidofilní bory a borové doubravy. K významným nelesním ekosystémům patří podmáčené louky, bývalé pískovcové lomy, údolí Vazoveckého potoka a naleziště šafránu bělokvětého na Záborčí.
Vzhledem k velmi pestrému geologickému podkladu představuje Maloskalsko a přilehlá část Železnobrodska nepřebernou škálu společenstev a druhů, v níž se vyjímají reliktní prvky a zbytky původní vegetace zachované na těžce přístupných stanovištích (květnaté bučiny, borové doubravy, skalní bory, podmáčené louky, prameniště aj.). Z významných rostlinných druhů zde roste např. šafrán bělokvětý, korálice trojklaná, kapradina hrálovitá, střevíčník pantoflíček, okrotice červená, okrotice bílá a prstnatec májový. Pískovcová skalní města poskytují vhodné prostředí řadě významných ptačích druhů. Žijí zde otakárek fenyklový, batolec duhový, mlok skvrnitý, ropucha obecná, ještěrka obecná, slepýš křehký a další.